# Sea-Song III
Sea-Song III är en svensk racerbåt, som byggdes 1939 av Fisksätra varv i Saltsjöbaden. Hon ritades av Ruben Östlund för bokförläggaren Erik Åkerlund. Den har V-botten och skarpa slag.
M/Y Sea-Song III såldes under andra världskriget till den danska motståndsrörelsen.